# Agència Francesa per a la Biodiversitat

L'Agència Francesa per la Biodiversitat (AFB) fou un organisme públic de l'Estat francès creat per la llei sobre la recuperació de la biodiversitat del 8 d'agost de 2016. Sorgí de la voluntat de mutualització i simplificació administrativa dels governs que l'implantaren. Reuní quatre organismes: l'Onema (de les sigles en francès de 'Oficina nacional de l'aigua i dels entorns aquàtics'), l'establiment públic dels parcs nacionals, l’Agència per a zones marines protegides i el grup d’interès públic ATEN.
S'organitzà en tres pols geogràfics, que eren l'antiga seu dels establiments fusionats: Brest per al pol marí, Montpeller per al pol científic i la comunicació i Vincennes per a la seu central. El seu estatus, missions i recursos estan emmarcats per la llei de biodiversitat i per un decret del 26 de desembre de 2016.
La Llei 2019-773 de 24 de juliol de 2019 creà l'Oficina Francesa de la Biodiversitat a partir de la fusió de l'Agència Francesa per la Biodiversitat amb l'Oficina Nacional de la Caça i la Fauna Salvatge, amb efectes a partir de l'1 de gener de 2020 dins de la nova oficina.

## Objectius
Christophe Aubel especificà, en el moment de la seva creació, que l'Agència continuaria les missions de les quatre estructures organitzatives que aglutinava i que en lideraria de noves: gestió de parcs marins, policia ambiental, suport tècnic a les polítiques públiques, formació del personal dels col·lectius involucrats o dels actors econòmics, inventari de la biodiversitat i també lluita contra les espècies invasores
El decret de la seva creació definia les principals missions atribuïdes a l'Agència, que eren:
- organitzar i desenvolupar coneixements i habilitats;
- donar suport a la implementació de polítiques públiques relacionades amb la biodiversitat;
- proporcionar suport financer per a accions de col·laboració;
- mobilitzar i sensibilitzar la societat;
- formar i estructurar professions de la biodiversitat;
- gestionar les àrees protegides i donar suport a altres gestors;
- comprovar el compliment de la normativa relativa a la protecció de la biodiversitat;
- proporcionar assessorament i experiència als actors socioprofessionals.

L'Agència actuà sobre tots els ambients terrestres, aquàtics i marins del territori metropolità francès, els departaments i regions d'ultramar, les comunitats de Saint-Martin i Saint-Pierre-i-Miquelon, així com als territoris del sud i a l'Antàrtida francesa. També podia dur a terme accions a Saint-Barthélemy, a les Illes Wallis i Futuna, a la Polinèsia Francesa, bé com a Nova Caledònia i a les seves províncies, a petició d’aquestes comunitats.